# Canalul și golful Musura

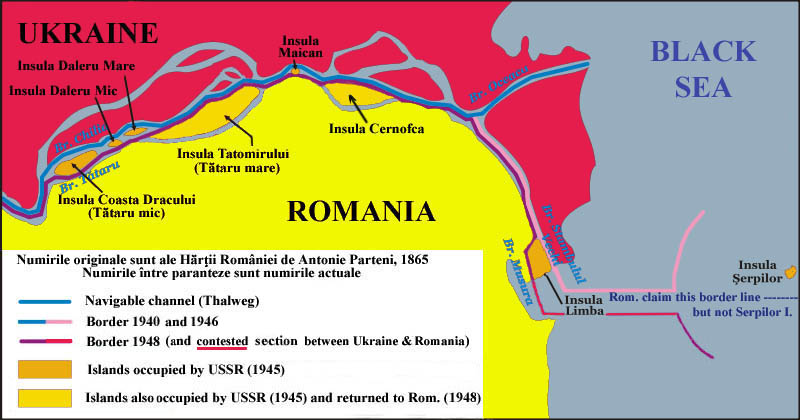
Insulele și frontiera (violet) foste în litigiu între România și Ucraina: ostrovul Limba este situat la gurile brațului Chilia

Canalul (brațul) și golful Musura sunt respectiv o apă curgătoare (gârlă izvorâtă din brațul Chilia, pe partea dreptă) și o zonă lagunară pe cale de aluvionare, situate între ieșirea în Marea Neagră a brațelor Chilia și Sulina, a căror evoluție geomorfologică condiționează traseul frontierei româno-ucrainene cât și o parte din apele teritoriale din apropierea imediată a gurilor Dunării, până la linia delimitată la data de 3 februarie 2009 prin decizia nr. 2009/9 a CIJ de la Haga.

## Geomorfologie
Geomorfologic vorbind, canalul și golful Musura sunt foarte recente: ele s-au format în prima jumătate a secolului XX, fiind atunci în componența României, prin aluvionare în dreptul țărmului Cardonului situat, în secolul XIX, între delta brațului Chilia (inițial mult mai mică și situată mult mai la nord) și Sulina. Același fenomen care a format golful Musura, astăzi îl umple transformându-l în mlaștină cu păpuriș, și formează mai la răsărit un nou golf, situat între gura Stambulul Vechi și extremitatea digurilor brațului Sulina, și separat de larg printr-un cordon litoral nisipos formând o insulă denumită „„Musura” în românește și Нова Земля („Pământul nou”) în ucraineană.

## Istorie

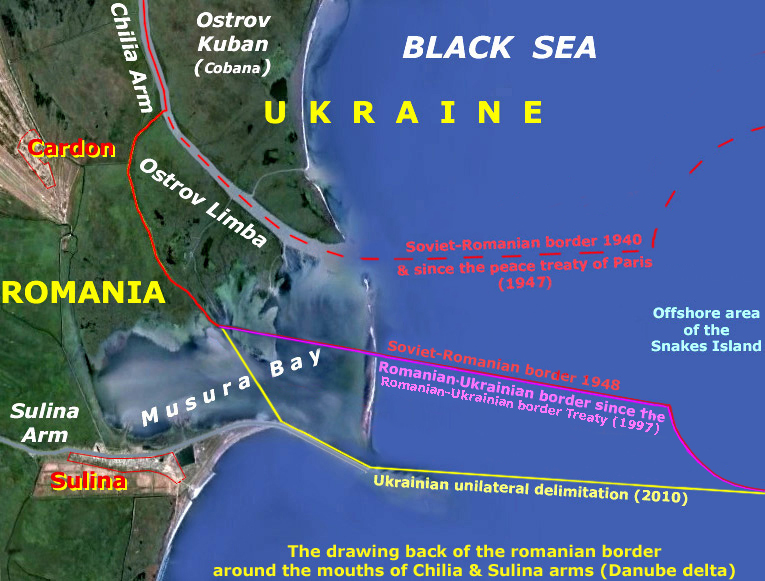
Brațul și golful Musura și împrejurimile lor în 2011

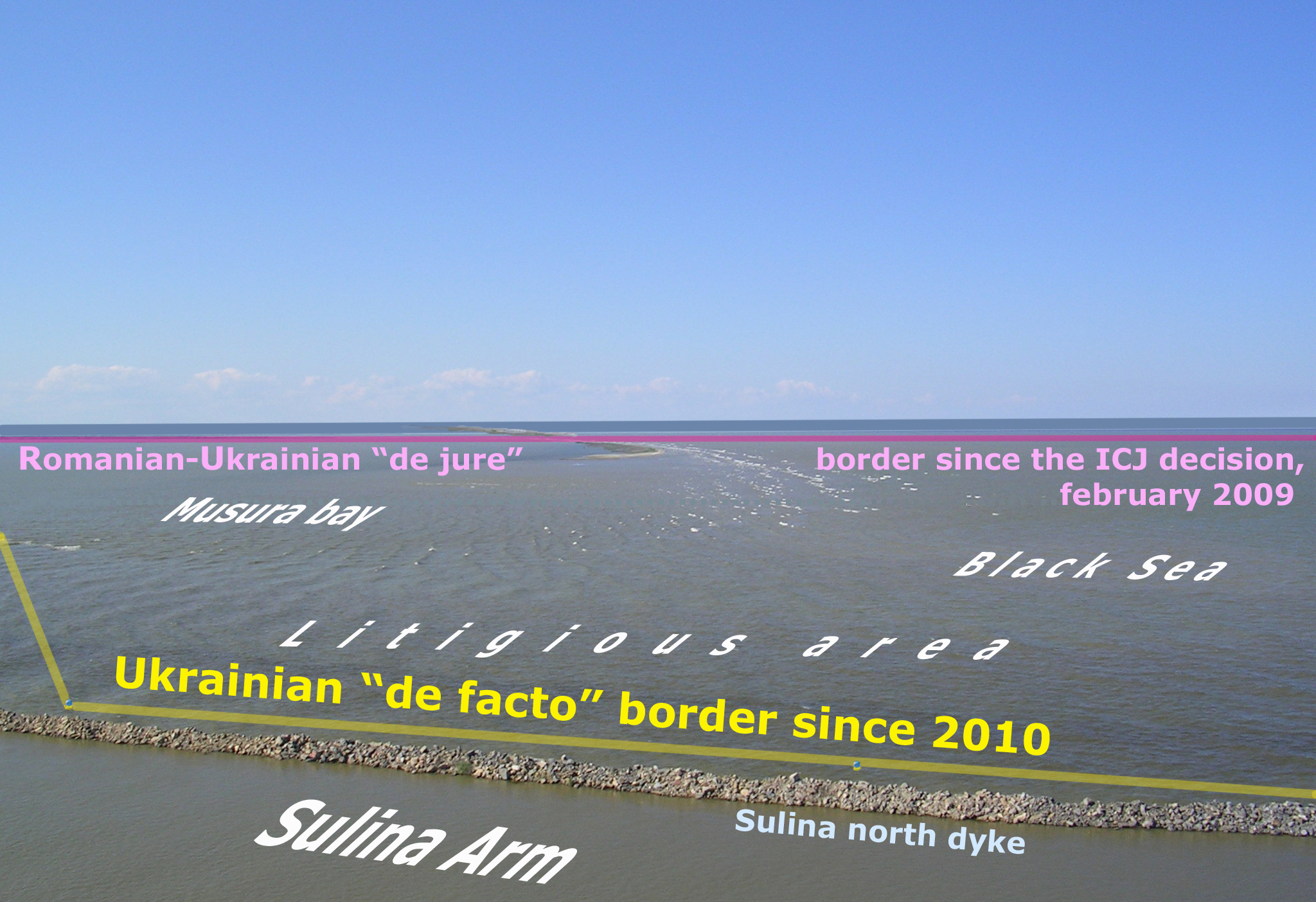
Zona litigioasă din dreptul golfului Musura, văzută din farul de la Sulina

După ocuparea de către URSS a Basarabiei și Bucovinei de Nord la 28 iunie 1940, comisarul adjunct al Comisariatului Afacerilor Externe al Uniunii Sovietice, Vladimir Dekanozov, i-a transmis, la 17 august 1940, ambasadorului român la Moscova Grigore Gafencu, că statul sovietic dorește întrunirea la Moscova a unei comisii mixte pentru delimitarea frontierei. Delegația română condusă de generalul Constantin Sănătescu a avut instrucțiuni de a negocia linia de frontieră așa cum era aceasta trasată pe harta anexă ce însoțise ultimatumul din 26 iunie 1940, anume pe talvegul brațului Chilia.
Discuțiile româno-sovietice s-au purtat în perioada 6 septembrie-24 octombrie 1940 și s-au dovedit a fi foarte dificile, deoarece partea sovietică contesta granița româno-rusă existentă între 1877 și 1918 la gurile Dunării, pe talvegul brațului Chilia. Șeful delegației sovietice, generalul Matvei Malanin a afirmat că România fiind deplin stăpână pe două brațe ale Dunării, Sulina și Sfântu-Gheorghe și putând să-și asigure complet navigația dunăreană pe brațul Sulina, statul român nu ar trebui să aibă pretenții și asupra brațului Chilia, al cărui talveg ar urma să-i revină Uniunii sovietice, pentru care are o importanță strategică.
Evident delegația română a socotit acest punct de vedere ca fiind contrar tratatelor semnate și dreptului internațional (era însă conform declarațiilor de atunci ale lui Stalin și Hitler, în acea vreme aliați prin Pactul Ribbentrop-Molotov, dar delegația română nu avea cum să știe acest lucru). URSS răspunse prin forțâ: în noaptea de 25/26 octombrie 1940, la ora 1, patru monitoare sovietice au debarcat trupe pe 2 insule de la sud de talvegul brațului Chilia: ostroavele Daleru Mare și Salangic. A avut loc o luptă scurtă, în urma căreia au murit 6 militari români, iar trupele române au fost silite să se retragă, fiind depășite numeric de sovietici. În cursul zilei de 26 octombrie, trupele sovietice au ocupat insulele Tătaru Mare (Tatomir), Daleru Mic și Maican, iar la 5 noiembrie au ocupat și Ostrovul Limba din golful Musura. Delegația sovietică a pus România în fața faptului împlinit, ocupând cu forța șase insule de pe brațul Chilia, totalizând un teritoriu de peste 23,75 km². Astfel, a fost ocupată și gura brațului Chilia, linia de frontieră fiind mutată unilateral pe canalul și prin golful Musura.
Ministerul de Externe al României a depus un protest la Moscova față de această ocupare, la care comisarul adjunct pentru afaceri străine al URSS, Andrei Vîșinski, a răspuns "exprimând nădejdea că România nu va stărui în protestul său, pe care guvernul sovietic nu-l poate accepta". El a repetat că "aceste insule nu au nici o valoare pentru România, însă ele sunt extrem de importante pentru URSS". Pentru a delimita noua frontieră și a clarifica neînțelegerea, Andrei Vîșinski propuse întrunirea la fața locului a unei noi comisii mixte.
După declanșarea războiului antisovietic, la 21 iulie 1941 unități militare române ale Diviziei 10 de infanterie au trecut Dunărea, eliberând în scurt timp insulele ocupate, apoi intrând în orașele Ismail, Chilia Nouă și Vâlcov, iar peste cinci zile întreg sudul Basarabiei împreună cu gurile Dunării erau evacuate de către sovietici. După încheierea armistițiului cu URSS din 12 septembrie 1944, grănicerii sovietici au reocupat fără lupte toate insulele situate la sud de șenalul navigabil principal al brațului Chilia, canalul și golful Musura redevenind de facto zonă de frontieră.
La data de 4 februarie 1948, prim-ministrul Republicii Populare Române, dr. Petru Groza și ministrul de externe al URSS, Viaceslav Molotov, au semnat la Moscova "Protocolul referitor la precizarea parcursului liniei frontierei de stat între România și URSS", care, cu toate că invoca Tratatul de pace de la Paris din 1947 (conform căruia frontiera româno-sovietică era fixată pe talvegul brațului Chilia), a permis, contrar prevederilor acestui Tratat, trecerea de partea sovietică a șapte insule românești (Coasta Dracului, Dalerul mare și mic, Maican, Limba și Șerpilor), linia frontierei trecând prin canalul și golful Musura spre Sulina. În schimb, cele trei ostroave, Tatomir (Tătarul mare sau Tatanir), Babina și Cernovca, și ele ocupate în 1944, sunt oficial recunoscute ca aparținând României, grănicerii sovietici retrăgându-se din ele.
Acest protocol nu a fost niciodată ratificat de către România. Cu toate acestea, la data de 25 noiembrie 1948, reprezentanții ministerelor de externe din cele două țări (Nikolai P. Șutov, prim-secretar la Ambasada U.R.S.S. din București și Eduard Mezincescu, ministru plenipotențiar) au semnat chiar la fața locului, la bordul unei șalupe sovietice, un proces-verbal prin care s-a stabilit frontiera româno-sovietică pe canalul și prin golful Musura.
Aceste documente au fost păstrate mult timp secrete astfel că în martie 1949, căpitanul-comandor Constantin Copaciu, membru al comisiei de delimitare a frontierelor, a fost arestat pentru că nu recunoștea URSS-lui ostrovul Limba, Insula Șerpilor și nici celelalte ostroave de pe Brațul Chilia.
După fixarea frontierei pe brațul Musura, în mai multe rânduri, pescarilor români surprinși de furtuni în zonă nu li s-a permis să se adăpostească pe ostrovul Limba, fiind refulați de către grănicerii sovietici chiar atunci când (fiind Lipoveni) li se adresau în lima rusă.
Situația nu a fost oficializată decât odată cu semnarea la București la 27 februarie 1961, a Tratatului încheiat între Guvernul Republicii Populare Române și Guvernul Uniunii Sovietice cu privire la regimul frontierei româno-sovietice, de colaborare și asistență mutuală.
Documentele din anii 1948-1949 au fost ratificate la data de 20 iunie 1961 la propunerea lui Gheorghe Gheorghiu-Dej (pe atunci președinte al Consiliului de Stat) doar de către Consiliul de Stat al Republicii Populare Romîne.
Din punct de vedere juridic, cele două înțelegeri bilaterale (protocolul și procesul verbal de predare) semnate între România și URSS sunt neconstituționale, fiind astfel nule și neavenite pentru dreptul internațional. Orice înțelegere bilaterală prin care se cedau porțiuni din teritoriul românesc, nu putea să intre în vigoare, fără ratificarea ei de către Parlamentele celor două țări (în acele vremuri Sovietul Suprem al URSS, respectiv Marea Adunare Națională a României), lucru care nu s-a întâmplat. Astfel, se consideră conform dreptului constituțional că de jure, frontiera de stat este pe talvegul brațului Chilia conform Tratatului de Pace de la Paris din 1947.
Numai tratatul frontalier româno-ucrainean de la Constanța din 2 iunie 1997, intrat în vigoare la 22 octombrie 1997, a oficializat de jure frontiera româno-ucraineană de pe brațul Musura, precum și apartenența a șase din cele șapte insule contestate la Ucraina (rămânănd în litigiu Insula Maican).

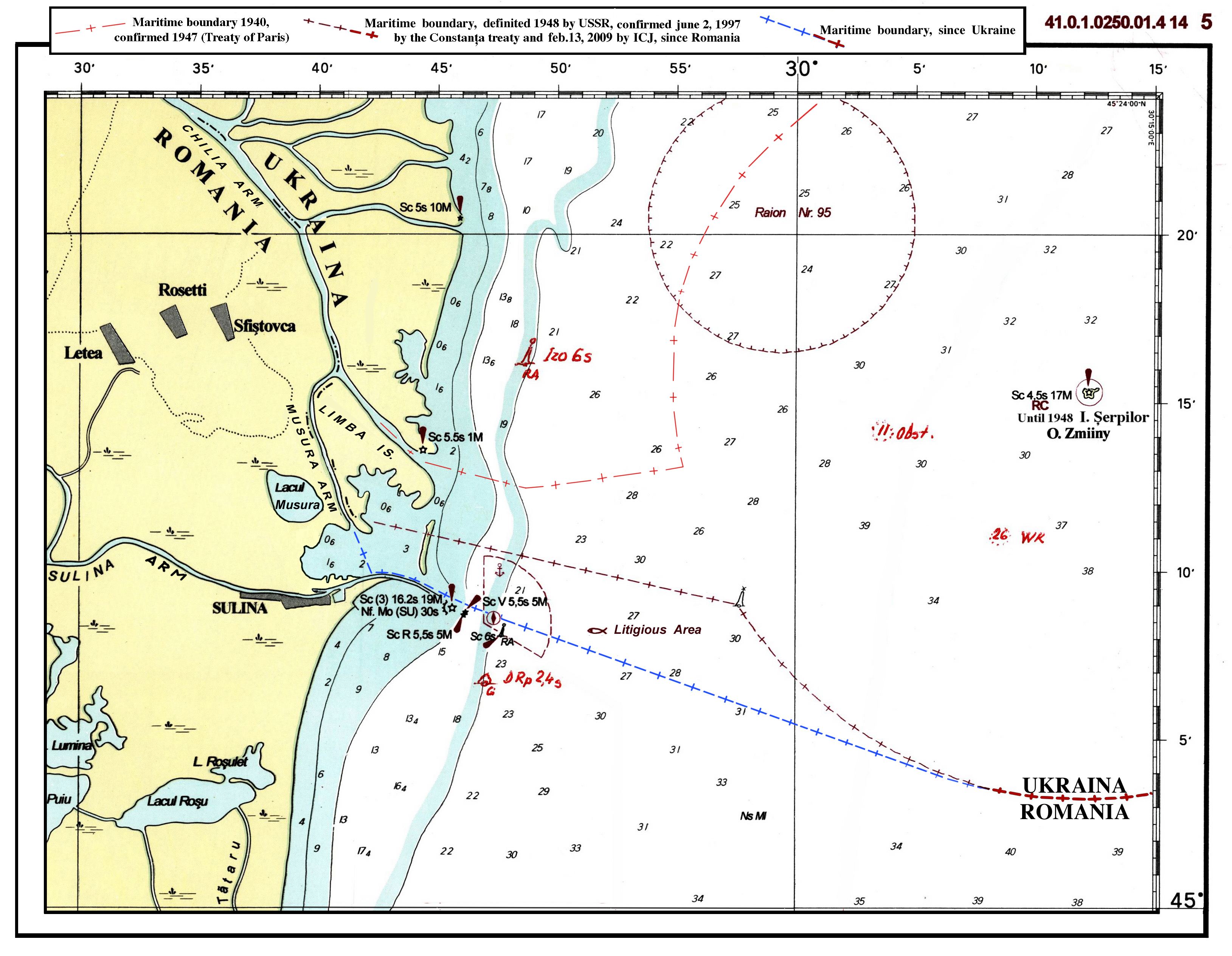
Frontiera maritimă în dreptul golfului Musura: Ucraina a pus de facto balize frontaliere de-a lungul digului nord al Brațului Sulina, în timp de frontiera de jure (de drept) este mai la nord

## Golful Musura, aluvionarea și traseul frontierei
Un nou litigiu a apărut însă după intrarea în vigoare a Tratatului româno-ucrainean de la Constanța din 2 iunie 1997, deoarece aluvionarea naturală, colmatarea golfului Musura, prelungirea canalului Musura spre sud și formarea unui nou golf mai la răsărit, constituie, conform poziției ucrainene, un motiv pentru a prelungi spre sud și frontiera. În 2006, grănicerii maritimi ucraineni au balizat ceea ce Ucraina socotește ca făcând parte din apele sale teritoriale până la digul Nord al brațului Sulina, dig care astfel, la răsărit de farul Nord, a devenit de facto frontalier. Partea română susține însă că frontiera trece la echidistanță între Ostrovul Limba și malul sudic al golfului Musura, așa cum erau în anul 1997 în momentul semării Tratatului frontalier de la Constanța, apoi la echidistanță de talvegul brațului Chilia-Stambulul Nou și de digul Nord al brațului Sulina. Traseul care va fi adoptat de jure la rezolvarea acestui nou litigiu, va condiționa atât apartenența noilor ostroave încă nedenumite, în proces de constituire în sud-estul ostrovului Limba și între gura brațului Chilia și cea a brațului Sulina, cât și o parte din apele teritoriale din apropierea imediată a gurilor Dunării, până la linia delimitată la data de 3 februarie 2009 prin decizia nr. 2009/9 a CIJ de la Haga.